# Grauballe Bryghus
Grauballe Bryghus er et mikrobryggeri, der blev grundlagt i 2002 på en gård i landsbyen Grauballe tæt ved Silkeborg.
Det blev stiftet af ægteparret William Frank og Else Birk. I 2013 blev ejerkredsen udvidet, hvorefter bryghuset blev flyttet ind i større lokaler i Silkeborg, så det var muligt at brygge øl i væsentligt større mængder.

## Priser
- I 2004 vinder Grauballe Bryghus' øl Honeygold publikumsafstemningen om det bedste bryllupsbryg til Kronprins Frederiks bryllup med Mary Donaldson. Afstemningen foretages blandt 24 øl på Danske Ølentusiasters Ølfestival i Valby, og kronprinseparret modtager en kasse øl i bryllupsgave [1].

- I 2005 kåres etiketten til bryghusets øl Mørk Mosebryg til "Årets etiket 2005" af de fire største ølsamlerforeninger i Danmark [2].

- I 2006 vinder øllen Triple publikums-og udstillerafstemning om "Danmarks bedste pilsner" på Danske Ølentusiasters Ølfestival.

## Økonomi
Bryggeriet sælger sit øl til udvalgte steder i hele Danmark.